# カダパ
カダパ（テルグ語：కడప, 英語：Kadapa）は、南インドのアーンドラ・プラデーシュ州の都市。イギリス統治下ではカダッパー（Cuddapah）と綴られ、独立後もそのままであったが、2005年8月から「カダパ」の表記となった。

## 歴史
17世紀中ごろには、ゴールコンダ王国の武将ネクナーム・ハーンの領地であり、ネクナーマーバード（Neknamabad）とも呼ばれていた。
1707年にアウラングゼーブが死亡したのち、この地はカダパのナワーブと呼ばれた一族が支配するようになった。
カダパのナワーブは常に諸勢力の動向に振り回され、1749年にはカーナティック戦争へ参加し、そののちはマラーター王国の侵攻もあり、1757年9月24日にはナワーブであるアブドゥル・マジード・ハーンがマラーターとの戦闘で殺害された。
1779年5月27日、カダパのナワーブはマイソール王国のハイダル・アリーによって滅ぼされた。
1800年までに、カダパはイギリスの支配下に置かれ、1947年までその統治下にあった。

## 産業
- ウラン（Tummalapalle鉱山（英語版））